# Mantua me genuit, Calabri rapuere, tenet nunc Parthenope; cecini pascua rura duces

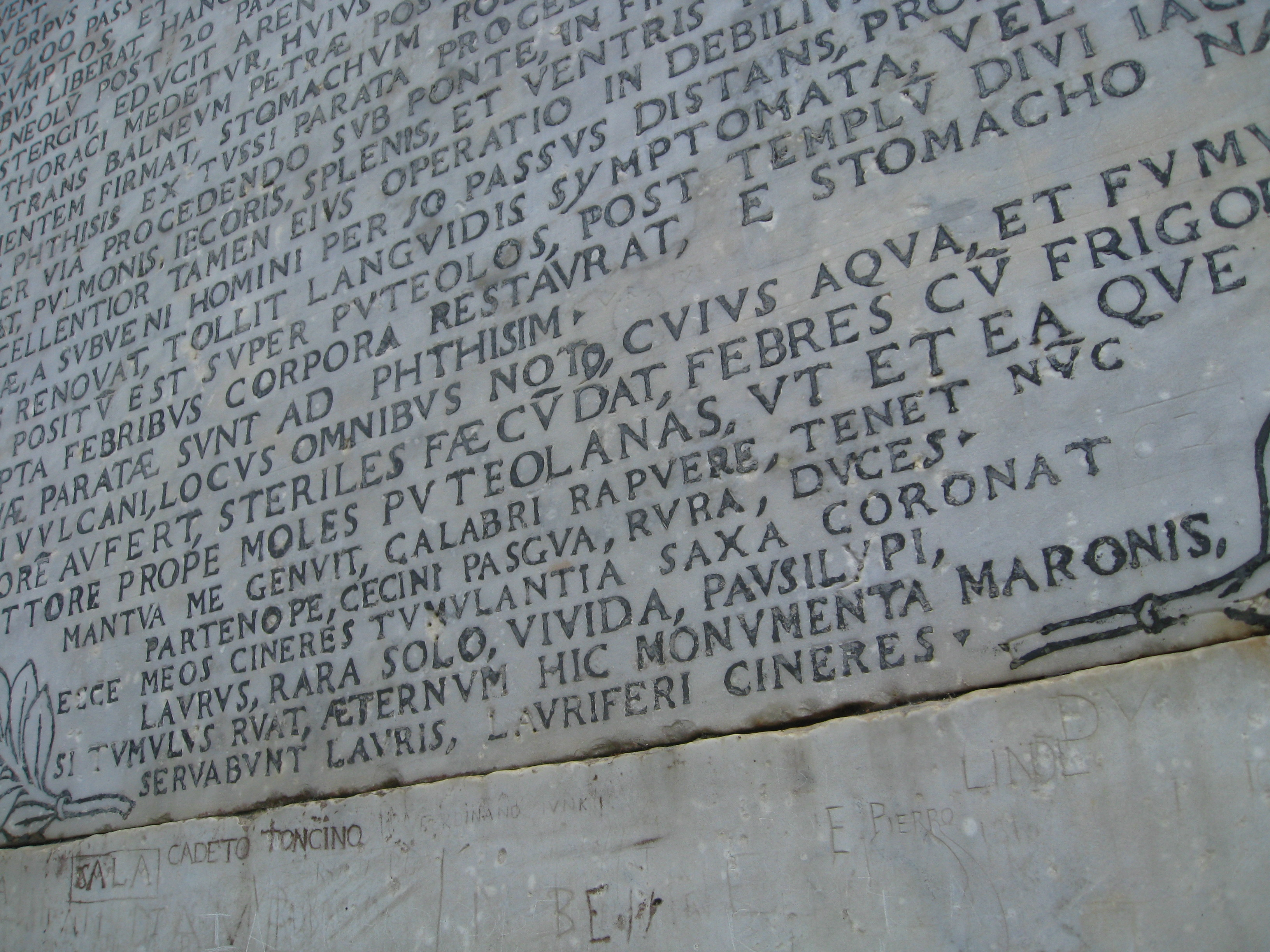
Iscrizione funeraria sulla tomba di Virgilio, a Napoli, da cui è tratta la frase.

La locuzione latina Mantua me genuit, Calabri rapuere, tenet nunc / Parthenope; cecini pascua, rura, duces è il celebre epitaffio scritto sulla tomba di Publio Virgilio Marone, ubicata a Napoli, nel Parco Vergiliano a Piedigrotta.
La leggenda narra che questa frase sarebbe stata dettata dallo stesso Virgilio in punto di morte.
Si traduce con "Mantova mi generò, la Calabria (il Salento) mi rapì, e ora mi tiene Napoli; cantai i pascoli, le campagne, i condottieri".
L'iscrizione è un distico elegiaco, in cui sono riassunti i luoghi chiave della vita di Virgilio e le tre opere che egli compose. 
- Mantua me genuit: Virgilio nacque ad Andes, tradizionalmente identificata con l'attuale Pietole (frazione del comune di Borgo Virgilio), vicino a Mantova;
- Calabri rapuere: morì nel Salento, all'epoca chiamato Calabria, e precisamente a Brundisium (Brindisi);
- tenet nunc Parthenope: fu seppellito a Parthenope (Napoli) e lì giace.

- cecini (dal verbo latino căno, -is, cecini, cantum, -ĕre, "cantare", quindi cantai). Le sue opere più importanti trattarono:
  - pascua, i pascoli, alludendo alle Bucoliche, (dal greco βουκόλος, "pastore"),
  - rura, le campagne, alludendo alle Georgiche (dal greco γεωργικός, "contadino", "agricoltura");
  - duces, i duci, ovvero i condottieri, gli eroi, alludendo all’Eneide.